# Resolution 2046 des UN-Sicherheitsrates
Die Resolution 2046 des UN-Sicherheitsrates ist eine Resolution, die der Sicherheitsrat der Vereinten Nationen in seiner 6764. Sitzung am 2. Mai 2012 einstimmig beschloss. Sie wurde von den Vereinigten Staaten eingebracht und beschäftigte sich mit der anhaltenden Gewalt zwischen dem Sudan und dem Südsudan.

## Inhalt
Die Resolution forderte die augenblickliche Einstellung sämtlicher Kampfhandlungen des Sudans und des Südsudans, einen kompletten Truppenrückzug und die Beendigung der Unterstützung von bewaffneten Rebellengruppen durch die Konfliktparteien. Sämtliche „feindselige Propaganda und die provozierenden Stellungnahmen in der Presse“ seien umgehend einzustellen. Außerdem verlangte sie eine innerhalb von 48 Stunden zu leistende schriftliche Erklärung der beiden Staaten den Beschlüssen der Afrikanischen Union (AU) und des UN-Sicherheitsrates Folge zu leisten und innerhalb von zwei Wochen Verhandlungen im Rahmen der AU zu starten.
Die Resolution drohte mit Sanktionen, falls die beiden Kriegsparteien nicht Folge leisten und bezog sich dabei ausdrücklich auf das Kapitel VII der Charta der Vereinten Nationen in der wirtschaftliche Einschränkungen und auch die Entsendungen von UN-Truppen geregelt sind.
Der Sicherheitsrat setzte außerdem eine Frist zur Erstellung eines Friedensplanes durch die beiden Konfliktparteien bis zum 2. August 2012.

## Folgen
Die Konfliktparteien konnten sich bis zum Stichtag am 2. August 2012 nicht auf einen Friedensplan einigen.